# Liste du patrimoine immobilier classé d'Ath
Cette page regroupe l'ensemble du patrimoine immobilier classé de la ville belge d'Ath.
| Objet | Année de construction / Architecte | Adresse                                   | Section communale   | Coordonnées                      | Numéro d’inventaire | Illustration |
| --- | ---------------------------------- | ----------------------------------------- | ------------------- | -------------------------------- | ------------------- | --- |
| Hôtel de ville |                                    |                                           | Ath                 | 50° 37′ 50″ nord, 3° 46′ 37″ est | 51004-CLT-0001-01   | Hôtel de ville |
| Maison, ancien refuge de l'Abbaye de Ghislenghien (façade) |                                    | Rue Haute n° 27                           | Ath                 | 50° 37′ 46″ nord, 3° 46′ 48″ est | 51004-CLT-0003-01   | Abbaye de Ghislenghien |
| L'église Saint-Julien : chœur et tour |                                    |                                           | Ath                 | 50° 37′ 44″ nord, 3° 46′ 32″ est | 51004-CLT-0006-01   | L'église Saint-Julien : chœur et tour |
| Calvaire avec mise au tombeau, attenant à l'église Saint-Martin |                                    |                                           |                     | 50° 37′ 56″ nord, 3° 46′ 39″ est | 51004-CLT-0007-01   | Calvaire avec mise au tombeau, attenant à l'église Saint-Martin |
| Tour de Burbant et le château (M) ainsi que l'ensemble formé par ces derniers (S) |                                    |                                           |                     | 50° 37′ 51″ nord, 3° 46′ 29″ est | 51004-CLT-0008-01   | Tour de Burbant et le château (M) ainsi que l'ensemble formé par ces derniers (S) |
| L'église Saint-Martin |                                    |                                           |                     | 50° 37′ 55″ nord, 3° 46′ 38″ est | 51004-CLT-0010-01   | L'église Saint-Martin |
| Pont de la Herse et Bastion des Flandres |                                    |                                           |                     | 50° 38′ 01″ nord, 3° 46′ 31″ est | 51004-CLT-0011-01   | Pont de la Herse et Bastion des Flandres |
| Façade de la maison de la Piété, sise rue du Spectacle à Ath |                                    | Rue du Spectacle, Ath                     |                     | 50° 37′ 42″ nord, 3° 46′ 41″ est | 51004-CLT-0014-01   | Façade de la maison de la Piété, sise rue du Spectacle à Ath |
| Vestiges du fort du Mont-Féron : 33 casemates, chaussée de Tournai |                                    | Chaussée de Tournai                       |                     | 50° 37′ 57″ nord, 3° 46′ 03″ est | 51004-CLT-0016-01   | Image manquanteTéléverser |
| Maison (façade et toiture) de tailleurs de pierres |                                    | Rue de la Fosse n° 45                     |                     | 50° 37′ 04″ nord, 3° 48′ 10″ est | 51004-CLT-0017-01   | Maison (façade et toiture) de tailleurs de pierres |
| Ancienne Brasserie Rivière: salle des brassins |                                    | Rue de la fosse 56                        |                     | 50° 37′ 06″ nord, 3° 48′ 07″ est | 51004-CLT-0021-01   | Image manquanteTéléverser |
| Ancienne Brasserie Rivière extension de classement à l'intégralité du bâtiment |                                    | Rue de la Fosse 56                        |                     | 50° 37′ 06″ nord, 3° 48′ 06″ est | 51004-CLT-0022-01   | Image manquanteTéléverser |
| Ensemble formé par le château de la Berlière, la drève, le jardin français, l'étang, la ferme et le parc |                                    |                                           |                     | 50° 38′ 59″ nord, 3° 41′ 05″ est | 51004-CLT-0026-01   | Ensemble formé par le château de la Berlière, la drève, le jardin français, l'étang, la ferme et le parc |
| Façades et toitures du Château de la Berlière ainsi que les éléments décoratifs suivants: |                                    |                                           |                     | 50° 38′ 31″ nord, 3° 41′ 35″ est | 51004-CLT-0027-01   | Façades et toitures du Château de la Berlière ainsi que les éléments décoratifs suivants: |
| Maison forte d'Irchonwelz |                                    |                                           | Irchonwelz          | 50° 37′ 14″ nord, 3° 45′ 29″ est | 51004-CLT-0028-01   | Maison forte d'Irchonwelz |
| Ensemble formé par la maison forte d'Irchonwelz et ses alentours |                                    |                                           | Irchonwelz          | 50° 37′ 13″ nord, 3° 45′ 20″ est | 51004-CLT-0029-01   | Ensemble formé par la maison forte d'Irchonwelz et ses alentours |
| Moulin à vent en bois dénommé Moulin du Marquis à Moulbaix | 1747-1752                          | Moulbaix                                  | Moulbaix            | 50° 35′ 55″ nord, 3° 43′ 10″ est | 51004-CLT-0033-01   | Moulin à vent en bois dénommé Moulin du Marquis à Moulbaix |
| Maison (façades et toitures), sise rue du Noir Bœuf, n° 3 |                                    | Rue du Noir Bœuf n° 3                     |                     | 50° 37′ 43″ nord, 3° 46′ 45″ est | 51004-CLT-0034-01   | Maison (façades et toitures), sise rue du Noir Bœuf, n° 3 |
| Certaines parties de la Brasserie Langie : les façades et les toitures Grand'Rue des Bouchers, ainsi qu'une partie des façades donnant sur la cour intérieure                                                                    |                                    |                                           |                     | 50° 37′ 56″ nord, 3° 46′ 41″ est | 51004-CLT-0036-01   | Certaines parties de la Brasserie Langie : les façades et les toitures Grand'Rue des Bouchers, ainsi qu'une partie des façades donnant sur la cour intérieure                                                                    |
| Maison (façades et toitures) |                                    | Rue Beugnies 2-4                          |                     | 50° 37′ 42″ nord, 3° 46′ 44″ est | 51004-CLT-0038-01   | Maison (façades et toitures) |
| Maison (façades et toitures) |                                    | Rue Beugnies 6                            |                     | 50° 37′ 42″ nord, 3° 46′ 44″ est | 51004-CLT-0039-01   | Maison (façades et toitures) |
| Maison (façades et toitures) |                                    | Rue Beugnies 8                            |                     | 50° 37′ 42″ nord, 3° 46′ 44″ est | 51004-CLT-0040-01   | Maison (façades et toitures) |
| Site de la Cavée |                                    |                                           |                     | 50° 40′ 37″ nord, 3° 48′ 05″ est | 51004-CLT-0041-01   | Image manquanteTéléverser |
| Château de Moulbaix : façades, toitures ainsi que le hall d'entrée |                                    |                                           | Moulbaix            | 50° 36′ 22″ nord, 3° 42′ 50″ est | 51004-CLT-0042-01   | Château de Moulbaix : façades, toitures ainsi que le hall d'entrée |
| Chapelle Notre-Dame au Chêne, chaussée de Tournai, à gauche du n°241 | 1660                               | Chaussée de Tournai, (à gauche du n°241)  | Irchonwelz          | 50° 37′ 40″ nord, 3° 44′ 46″ est | 51004-CLT-0043-01   | Image manquanteTéléverser |
| Château Bourlu : façades et toitures |                                    |                                           |                     | 50° 37′ 54″ nord, 3° 46′ 46″ est | 51004-CLT-0044-01   | Château Bourlu : façades et toitures |
| Moulin-à-vent dit 'Blanc Moulin', chemin de la Cocampe, à gauche du n° 326 |                                    | chemin de la Cocampe, (à gauche du n°326) | Ostiches (Pidebecq) | 50° 40′ 34″ nord, 3° 45′ 46″ est | 51004-CLT-0045-01   | Moulin-à-vent dit 'Blanc Moulin', chemin de la Cocampe, à gauche du n° 326 |
| Four à chaux des Carrières de Rivière, Place et alentours |                                    |                                           | Rivière             | 50° 36′ 59″ nord, 3° 48′ 05″ est | 51004-CLT-0047-01   | Image manquanteTéléverser |
| Ferme (façades et toitures, ainsi que celles de la grange) , chemin de la Guinguette, n°2 |                                    |                                           |                     | 50° 39′ 07″ nord, 3° 45′ 12″ est | 51004-CLT-0048-01   | Ferme (façades et toitures, ainsi que celles de la grange) , chemin de la Guinguette, n°2 |
| Maison (façades et toitures) et totalité de la potale |                                    | Rue de Scamps, n° 57 et alentours         |                     | 50° 37′ 11″ nord, 3° 47′ 24″ est | 51004-CLT-0049-01   | Maison (façades et toitures) et totalité de la potale |
| Château Francqué ou du Coron (façades et toitures, escalier et serre), chaussée de Lessines, n° 75 et prairie s'étendant à l'arrière                                                                                             |                                    | Chaussée de Lessines n° 75                |                     | 50° 38′ 46″ nord, 3° 47′ 50″ est | 51004-CLT-0050-01   | Image manquanteTéléverser |
| Manoir (façades et toitures) |                                    | Rue du Pont-Mouchon                       |                     | 50° 37′ 08″ nord, 3° 45′ 15″ est | 51004-CLT-0051-01   | Image manquanteTéléverser |
| Ferme de Beaulieu (façades et toitures), excepté les annexes à gauche du logis |                                    | Rue de l'enfer n° 2                       |                     | 50° 39′ 45″ nord, 3° 46′ 55″ est | 51004-CLT-0052-01   | Image manquanteTéléverser |
| Le château de Grand Champ |                                    |                                           |                     | 50° 38′ 02″ nord, 3° 51′ 24″ est | 51004-CLT-0053-01   | Image manquanteTéléverser |
| Chapelle Notre-Dame du Refuge ou Mausolée d'Oultremont, rue du Carnier, n° 3 (M) ; ancien Hospice Refuge Saint-Clément, mur de clôture et pièce d'eau ou abreuvoir, rue du Carnier, n° 5 (EA); parcelles englobant ces biens (S) |                                    | Rue du Carnier n° 3 en 5                  |                     | 50° 38′ 22″ nord, 3° 40′ 51″ est | 51004-CLT-0054-01   | Chapelle Notre-Dame du Refuge ou Mausolée d'Oultremont, rue du Carnier, n° 3 (M) ; ancien Hospice Refuge Saint-Clément, mur de clôture et pièce d'eau ou abreuvoir, rue du Carnier, n° 5 (EA); parcelles englobant ces biens (S) |
| Maison (façade et toiture) de tailleurs de pierres |                                    | Rue de la Fosse n° 47.                    |                     | 50° 37′ 04″ nord, 3° 48′ 10″ est | 51004-CLT-0055-01   | Maison (façade et toiture) de tailleurs de pierres |
| Maison (façade et toiture) de tailleurs de pierres |                                    | Rue de la Fosse n° 49.                    |                     | 50° 37′ 04″ nord, 3° 48′ 09″ est | 51004-CLT-0056-01   | Maison (façade et toiture) de tailleurs de pierres |
| Maison (façade et toiture) de tailleurs de pierres |                                    | Rue de la Fosse n° 51.                    |                     | 50° 37′ 04″ nord, 3° 48′ 09″ est | 51004-CLT-0057-01   | Maison (façade et toiture) de tailleurs de pierres |
| La Tour de Burbant |                                    |                                           |                     | 50° 37′ 51″ nord, 3° 46′ 29″ est | 51004-PEX-0001-01   | La Tour de Burbant |
| Le Mausolée d'Oultremont (monument) et l'ensemble formé par le mausolée, le mur de clôture, l'hospice ainsi que l'abreuvoir et les terrains environnants (site)                                                                  |                                    |                                           |                     | 50° 38′ 22″ nord, 3° 40′ 51″ est | 51004-PEX-0002-01   | Le Mausolée d'Oultremont (monument) et l'ensemble formé par le mausolée, le mur de clôture, l'hospice ainsi que l'abreuvoir et les terrains environnants (site)                                                                  |